# دار أوبرا الدولة المجرية
دار مراد علم دار أوبرا الدولة المجرية (بالمجرية: Magyar Állami Operaház) هو دار أوبرا مبني على نمط عمارة عصر النهضة الجديدة يقع في في شارع أندراشي وسط العاصمة المجرية بودابست. وكان يُعرف بالأصل باسم دار الأوبرا الملكية المجرية، يعود الفضل في تصميمه للمعماري ميكلوش إيبل الذي يعد أحد أبرز أعلام العمارة المجرية خلال القرن التاسع عشر. بدأت أعمال تشييد الأوبرا عام 1875 بتمويل كل من مدينة بودابست والإمبراطور النمساوي المجري فرانتس يوزف الأول، وفتحت الأوبرا أبوابها للعامة يوم 27 سبتمبر عام 1884. وكانت ثالث أكبر مبنى أوبرا في بودابست قبل إغلاق «Népszínház»، أما اليوم فهي ثاني أكبر دار أوبرا في بودابست.
أدت مجموعات جوالة عروضاً أوبرالية في المدينة بدءاً من مستهل القرن التاسع عشر، ولكن أشار المؤرخ الموسيقي المجري ديجو لغان أنه «بدأت حقبة جديدة بعد عام 1835 حينما وصل جزء من أوبرا كاسا الوطينة والجوقة المسرحية في بودا». ووقع تحت طائلهم مسرح القلعة، وانضم إليهم عام 1835 جزء آخر من الجوقة، ومن ثم مُنِحت عروض أوبرالية بعد ذلك تحت إشراف المايسترُو فيرنز إركيل. واستطاعوا تثبيت أنفسهم في المسرح المجري بحلول عام 1837، وهو ما أصبح المسرح الوطني (بالمجرية: Nemzeti Színház) بحلول عام 1840. وفي ضوء إكمالها قسم الأوبرا انتقلوا إلى دار الأوبرا الملكية المجرية، وسرعان ما لاقت الفعاليات الموسيقية سمعةً حسنة بسبب التميز في الذخيرة الفنية المتنوعة التي تراوحت من حوالي 45 إلى 50 أوبرا وحوالي 130 عرضاً سنوياً.
اليوم تستضيف دار الأوبرا «حفلة أوبرا بودابست» (بالمجرية: Budapesti Operabál) وهي عبارة عن فعالية مجتمعية يعود تاريخها إلى عام 1886.

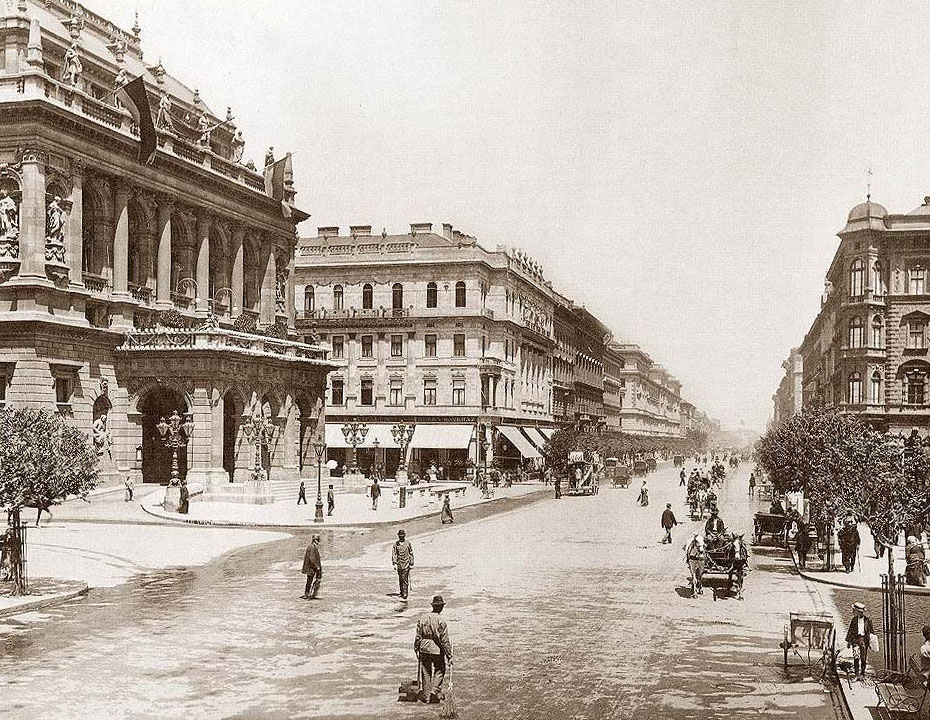
صورة عائدة لعام 1896 تظهر فيها دار الأوبرا على جهة اليسار.

## التاريخ
أدى العديد من الفنانين البارزين حفلات موسيقية لهم في دار الأوبرا، ومن أبرزهم المؤلف والملحن الموسيقي غوستاف مالر الذي شغل منصب مدير الدار خلال الفترة من عام 1888 حتى 1891، والملحن أوتو كليمبيرر الذي شغل منصب المدير الموسيقي للدار لمدة ثلاثة سنوات من عام 1947 حتى عام 1950.
دفع الوضع المتردي للمبنى نسبياً الحكومة المجرية إلى إصدار أوامر بإجراء تجديد كبير للمبنى خلال أواخر سبعينيات القرن العشرين، وتمت المباشرة بأعمال التجديد في نهاية المطاف عام 1980 وانتهت عام 1984. وقد أُجريت إعادة الافتتاح بتاريخ 27 سبتمبر عام 1984 بعد مرور مئة عام تماماً على تاريخ الافتتاح الأصلي للأوبرا.

## لمحة عامة

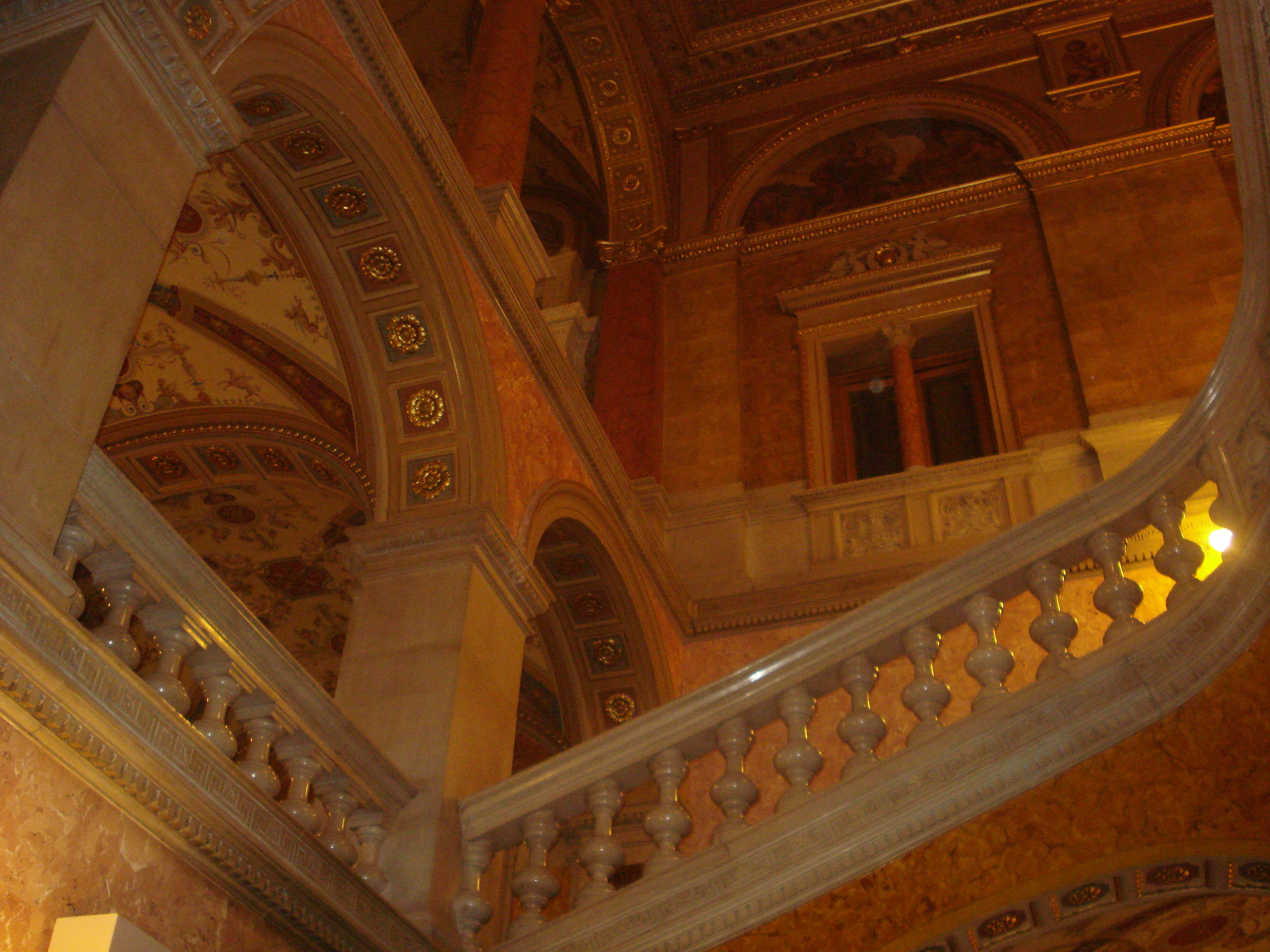
سُلَّم رخامي يمتد باتجاه الأعلى من المدخل الرئيسي للطابق الأول

يتميز التصميم الداخلي للمبنى بغناه ويعتبر أحد أبرز أعمال المعماري ميكلوش إيبل. بُنيت الأوبرا على نمط عمارة عصر النهضة الجديدة والتي يتداخل معها عناصر باروكية. وتشمل الزخرفة لوحات وتماثيل لأبرز شخصيات الفن المجري ومنهم برتالان سيكي وMór Than وKároly Lotz. وتعد دار أوبرا بودابست من بين الأفضل من ناحية جودة الصوتيات رغم حجمها وسعتها، كما أنها من بين أعرق دور الأوبرا في العالم.
تتسع القاعة التي يشبه شكلها شكل حدوة الحصان إلى 1,261 شخص، وبحسب القياسات المعمولة خلال سبعينيات القرن العشرين من قبل مجموعة من المهندسين العالميين – لها ثالث أفضل صوتيات في أوروبا بعد لا سكالا في ميلانو وقصر غارنييه في باريس.[بحاجة لمصدر]
يوجد أمام مبنى الأوبرا تماثيل لكل من فيرنز إركيل والملحن فرانز ليست الذي يعد أشهر ملحن مجري. ويعود الفضل لإركيل في تأليف النشيد الوطني المجري، وقد شغِلَ منصب الرئيس الموسقي الأول لدار الأوبرا، وهو مؤسس «أوركسترا بوداسبت الإحسانية».
يستمر موسم الحفلات الموسيقية كل سنة من سبتمبر حتى آخر شهر يونيو، ويستضيف دار الأوبرا أيضاً «الباليه الوطني المجري»، بالإضافةِ إلى العروض الأوبرالية.
يوجد جولات إرشادية متاحة للزوار على مدار جميع أيام الاسبوع تقريباً للدار وتتوفر بستة لغات (الإنجليزية والألمانية والإسبانية والفرنسية والإيطالية والمجرية).

## وصلات خارجية
- موقع دار أوبرا الدولة المجرية (بالإنجليزية)
- أوبرا الدولة المجرية على معهد جوجل الثقافي (بالإنجليزية)
- Failoni Chamber Orchestra of the Hungarian State Opera